# Tūlīr
Tūlīr (persiska: تولير, تُولير) är en ort i Iran.   Den ligger i provinsen Ardabil, i den nordvästra delen av landet, 500 km nordväst om huvudstaden Teheran. Tūlīr ligger 1 164 meter över havet och antalet invånare är 119.
Terrängen runt Tūlīr är lite bergig, och sluttar norrut. Runt Tūlīr är det ganska tätbefolkat, med 58 invånare per kvadratkilometer. Närmaste större samhälle är Germī, 4,8 km nordost om Tūlīr. Trakten runt Tūlīr består till största delen av jordbruksmark.